# Rodolfo Francisco Achem
Rodolfo Francisco Achem (San Juan, 7 de febrero de 1941-Avellaneda, 8 de octubre de 1974), conocido por sus compañeros como “El Turco”, fue un militante y trabajador no docente de la Universidad Nacional de La Plata (UNLP), afiliado a la Asociación de Trabajadores de la Universidad Nacional de La Plata (ATULP). Estuvo casado con Margarita Verónica Billinger desde el 2 de febrero de 1970, y tuvieron un hijo al que llamaron Horacio Jorge Achem, nacido el 3 de enero de 1971. Fue asesinado por una patota parapolicial el 8 de octubre en Sarandí, Avellaneda, junto a su compañero de militancia Carlos Alberto Miguel.

## Juventud y actividad sindical
Nació y vivió hasta su juventud en San Juan. Sus años de mayor actividad los pasó en La Plata, ciudad donde comenzó su trayectoria como militante, primero, en el Movimiento Universitario Reformista (MUR) y, luego, en la Federación Universitaria para la Revolución Nacional (FURN), primera federación peronista en la UNLP, y de la cual se lo considera parte del grupo fundador junto con Carlos Miguel, entre otros. Se desempeñó como trabajador administrativo en la Biblioteca de la Facultad de Humanidades y Ciencias de la Educación (FaHCE) a partir de 1971. Dos años más tarde, en 1973, pasó a ser Director de la Biblioteca Pública de la Universidad y Secretario de Supervisión Administrativa, lugares desde donde pudo profundizar su participación en el armado de un nuevo proyecto político y social para la Universidad. Esta labor, junto con otros personajes destacados como Carlos Alberto Miguel y Ernesto Ramírez, desembocó en la redacción del documento «Bases para la nueva Universidad», representativo tanto del proyecto mencionado como de un clima de época muy particular.

## La primavera camporista
Durante el bienio de 1973 y 1974, con la apertura democrática que siguió al fin de la dictadura autodenominada Revolución Argentina, la organización sindical de los trabajadores y del resto de las fuerzas políticas fue en aumento. La ATULP no fue la excepción y, bajo la dirección de Ernesto "Semilla" Ramírez, estrechó lazos con las distintas regionales de los gremios de trabajadores no docentes del resto de las universidades. Así, la organización de La Plata se hermanó con sus pares en la FATUN, y ésta se articuló verticalmente bajo la cúpula de la CGT, la cual para ese momento alcanzó un poder político y social nunca visto. En este marco fue posible concebir nuevos proyectos como el plasmado en “Bases para la nueva Universidad”, atravesados por la cuestión de la liberación, la participación popular y de los trabajadores en la dirección de los espacios universitarios y la realidad política tanto del país como de la región.

## Las “Bases para la nueva Universidad”, los no docentes y la participación en la política universitaria

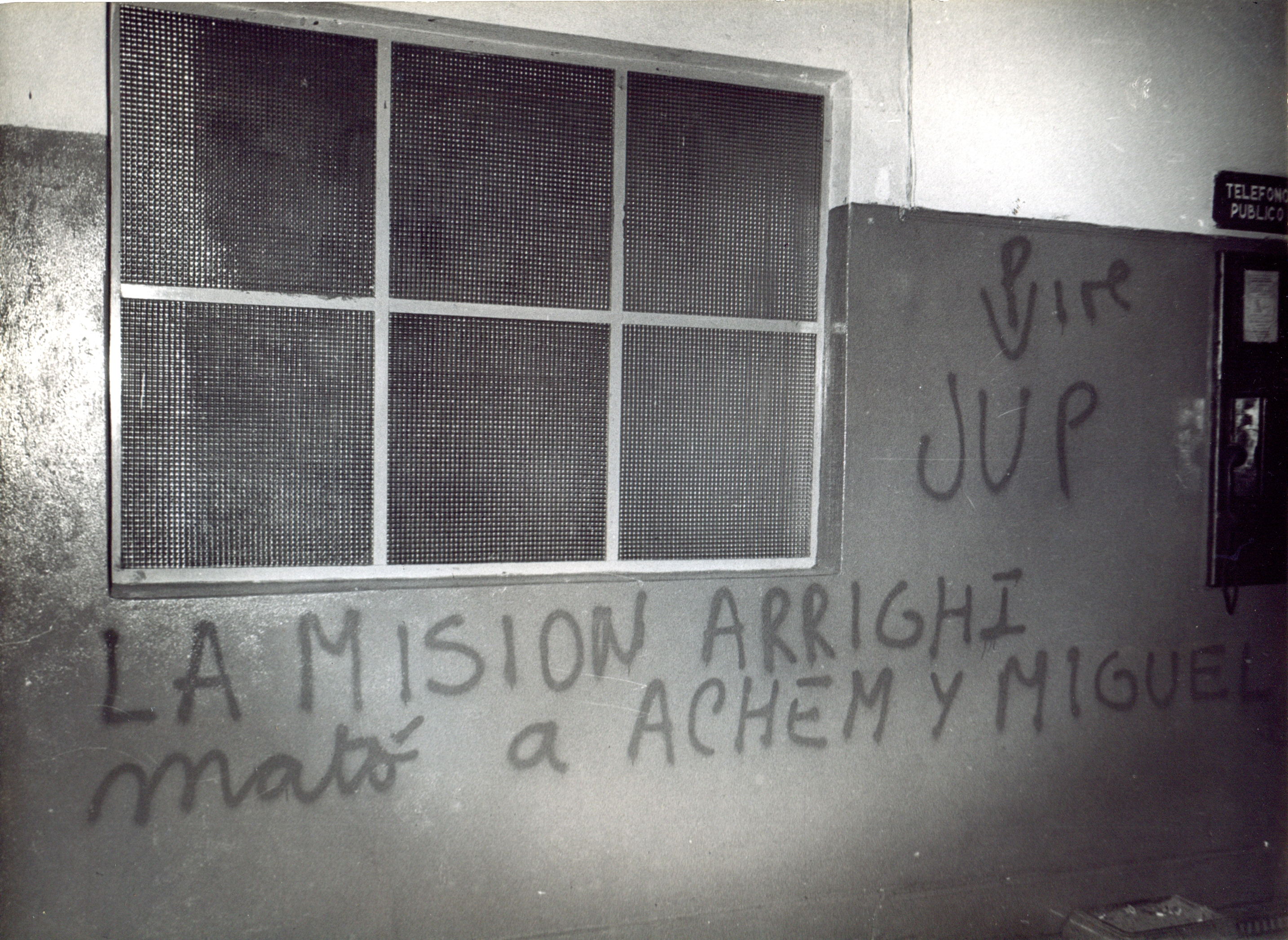
Pintada en la Universidad Nacional de la Plata tras los asesinatos de dos dirigentes sindicales, Rodolfo Francisco Achem y Carlos Alberto Miguel. 9 de diciembre de 1974.

El documento «Bases para una nueva universidad» fue producto de un entramado político y social nutrido por la militancia juvenil y peronista universitaria en su conjunto, que a la vez que reunía los intereses de docentes, no docentes y alumnos, buscaba vincular su universidad con el afuera tanto en un plano local y regional como nacional.
Su importancia como documento de época ha sido señalada en distintas oportunidades por estudiosos y especialistas del tema en los últimos años. En él se puede observar la profundidad de un proyecto que tenía incidencias reales y prácticas sobre la vida cotidiana de la comunidad universitaria y su organización política.
En ese contexto, los propios trabajadores no docentes concibieron su participación en la dirección y organización de la vida universitaria de una manera diferente. A diferencia de tiempos pasados, ahora todos los actores (no docentes, docentes y alumnos) debían colaborar para impulsar una política universitaria que buscara salir del encierro que, según se entendía en ese momento, había propugnado el mundo académico respecto de los problemas que sufría la sociedad en general. El rol de los trabajadores no docentes y de la ATULP fue clave en ese sentido, ya que permitió entroncar los reclamos y las luchas de la Universidad con la más amplia esfera de los trabajadores en el espacio nacional. Uno de los logros de la nueva gestión fue la implementación del gobierno cuatripartito. Donde los trabajadores no docentes, por primera vez en la historia, tuvieron voz y voto en igualdad de condiciones, a la par de docentes, graduados y estudiantes.
La "misión Ivanissevich", primero, que tenía como objetivo central explícito "terminar con el caos" y la "infiltración marxista" en el sistema educativo y muy especialmente en las universidades nacionales, y la dictadura cívico militar, después, arrasaron con todo esto. Con la escalada de violencia y la mayor persecución de los activistas políticos desplegada a partir de 1974, estos actores denominados como “subversivos” (por estos años, esta palabra pasó a ser moneda corriente para designar y criminalizar arbitrariamente a aquellos que militaban y/o protestaban por un cambio profundo en las formas y condiciones de vida de la sociedad, o que sólo no estaban de acuerdo con las autoridades) se convirtieron en un blanco de las autoridades y las patotas y grupos parapoliciales. El 8 de octubre de 1974, Rodolfo Achem y Carlos Miguel fueron secuestrados y asesinados en Sarandí, Avellaneda, interrumpiendo la labor de ambos en la construcción de una universidad al servicio del pueblo.

## Reconocimiento

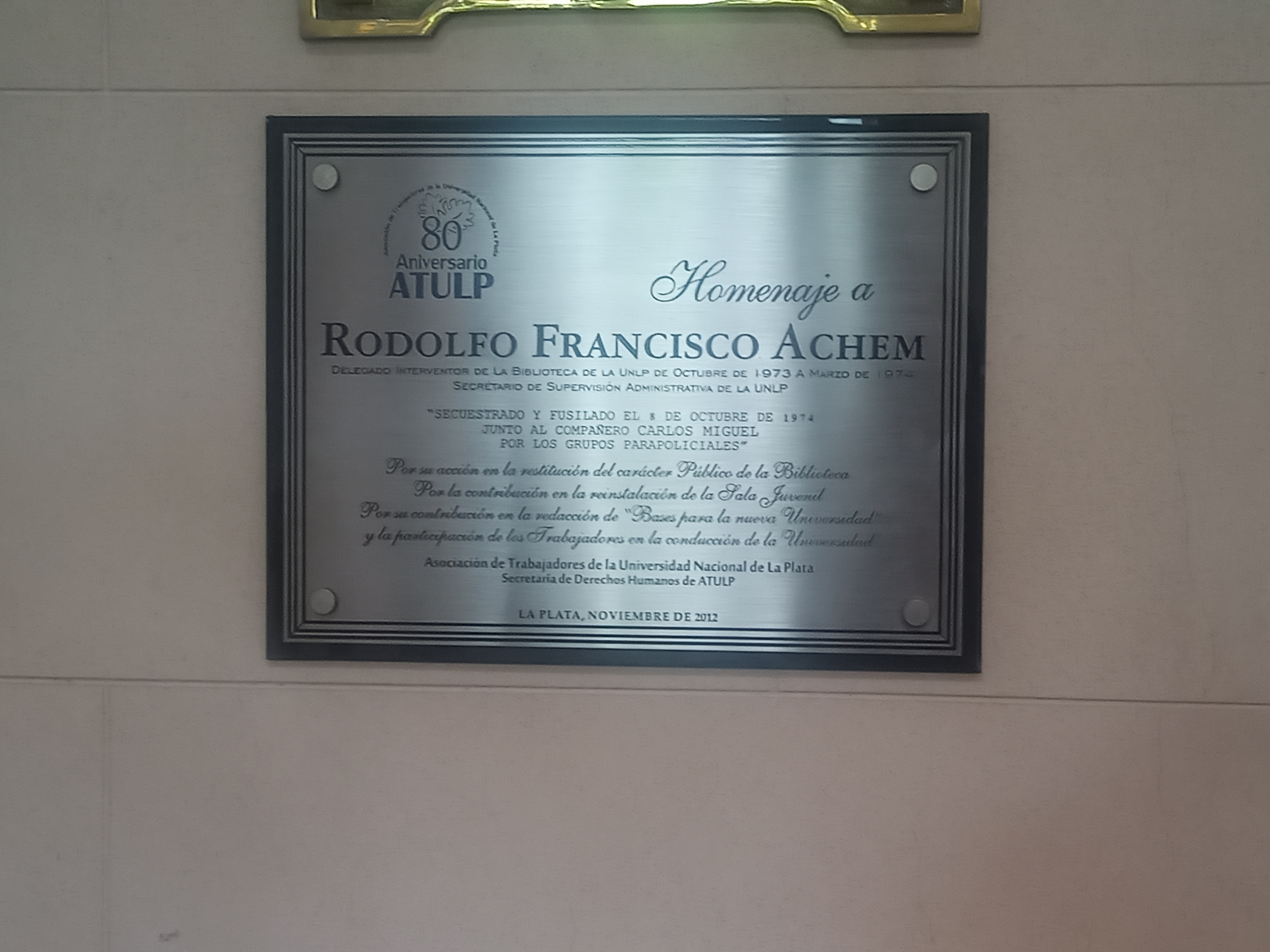
Placa colocada en 2012 por ATULP en homenaje a Rodolfo Achem en la Biblioteca Pública de la UNLP.

A modo de homenaje, por ordenanza N.° 9794/04 del Concejo Deliberante de la Municipalidad de La Plata, desde el año 2004, la calle 48 entre 6 y 7 lleva el nombre “Rodolfo Achem y Carlos Miguel”. Además, en 2014 se colocó una marca urbana en la entrada del edificio del Rectorado de la Universidad, en el marco del Programa "Baldosas Blancas de la Memoria, la Verdad y la Justicia", y en 2021 fue colocada una señalización y una placa que acompañan a la imagen colocada en el edificio “Sergio Karakachoff” en calle 48 entre 6 y 7 de la ciudad de La Plata (en ella se lo puede ver junto a su compañero de militancia Carlos Miguel). A su vez, sus nombres acompañan al de "Semilla" Ramírez en el reciente barrio de viviendas inaugurado en 2022, destinado a trabajadores no docentes de la UNLP y sus familiares.